# IAAF Diamond League 2011
La IAAF Diamond League 2011 (o semplicemente Diamond League 2011) è stata la seconda edizione della Diamond League, serie di meeting internazionali di atletica leggera organizzata annualmente dalla IAAF. Si è svolta fra maggio e settembre e prevedeva la presenza di 14 tappe in 11 diversi stati situati in 3 differenti continenti.

## Ambasciatori
Un totale di quattordici atleti sono stati insigniti del titolo di "ambasciatore". Ci sono sette atleti uomini e sette atlete donne, divisi equamente fra corse e concorsi.

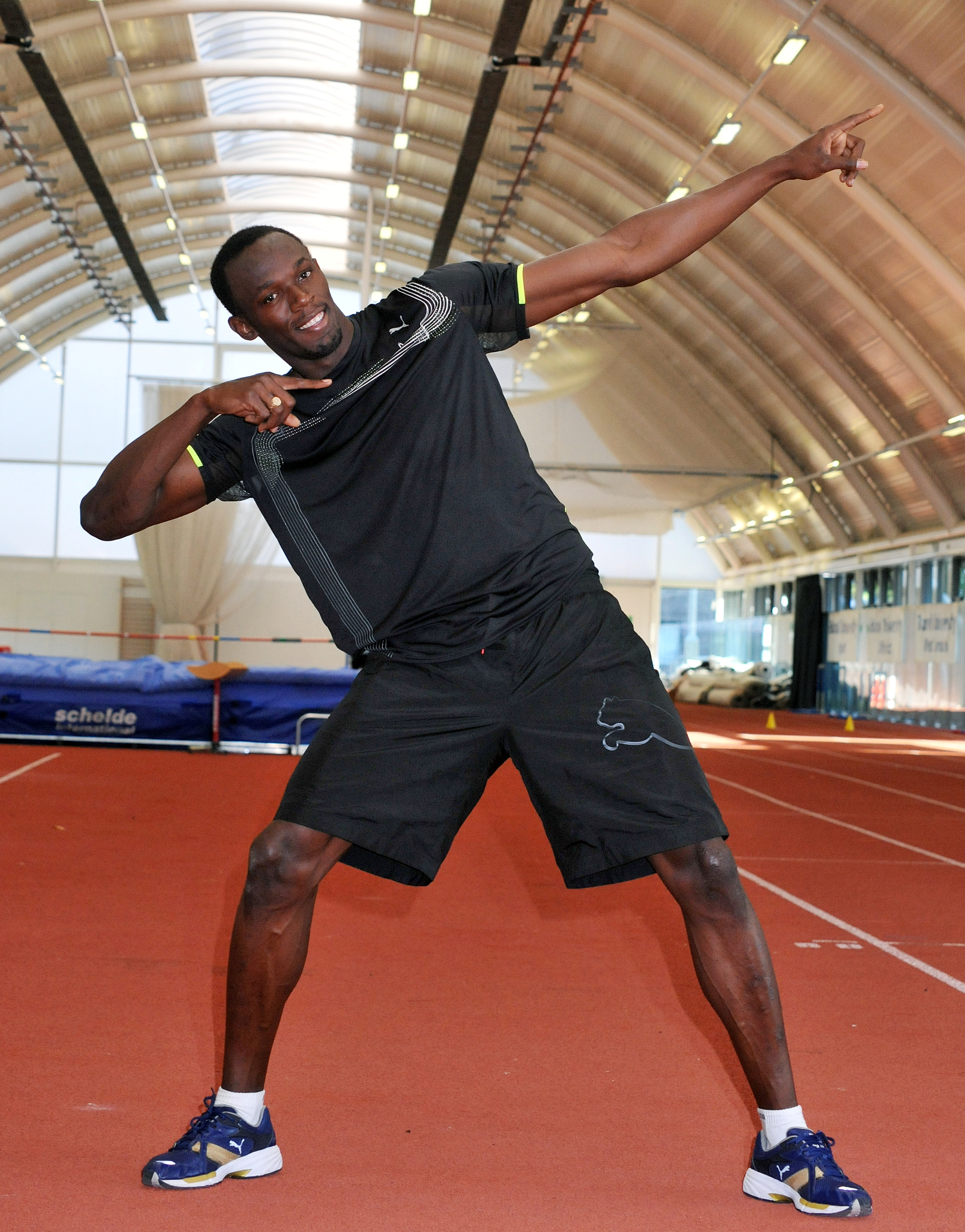
Usain Bolt, detentore del record del mondo sui 100 e 200 metri, è uno degli ambasciatori della Diamond League

| Atleta              | Nazione       | Evento(i)                |
| ------------------- | ------------- | ------------------------ |
| Usain Bolt          | Giamaica      | 100 metri/200 metri      |
| Tyson Gay           | Stati Uniti   | 100 metri/200 metri      |
| Asafa Powell        | Giamaica      | 100 metri                |
| Shelly-Ann Fraser   | Giamaica      | 100 metri                |
| Allyson Felix       | Stati Uniti   | 200 metri/400 metri      |
| Sanya Richards      | Stati Uniti   | 400 metri                |
| Kenenisa Bekele     | Etiopia       | 5.000 metri/10.000 metri |
| Steven Hooker       | Australia     | Salto con l'asta         |
| Yelena Isinbayeva   | Russia        | Salto con l'asta         |
| Blanka Vlašić       | Croazia       | Salto in alto            |
| Valerie Adams       | Nuova Zelanda | Getto del peso           |
| Andreas Thorkildsen | Norvegia      | Lancio del giavellotto   |
| Tero Pitkämäki      | Finlandia     | Lancio del giavellotto   |
| Barbora Špotáková   | Rep. Ceca     | Lancio del giavellotto   |

## I meeting
Il programma prevede lo svolgimento di quattordici meeting, tutti di un singolo giorno eccetto il London Grand Prix, che si svolge su due giorni consecutivi.
| #  | Data         | Meeting                         | Stadio                         | Città       | Resoconto |
| -- | ------------ | ------------------------------- | ------------------------------ | ----------- | --------- |
| 1  | 6 maggio     | Qatar Athletic Super Grand Prix | Qatar SC Stadium               | Doha        | Resoconto |
| 2  | 15 maggio    | Shanghai Golden Grand Prix      | Stadio di Shanghai             | Shanghai    | Resoconto |
| 3  | 26 maggio    | Golden Gala                     | Stadio Olimpico                | Roma        | Resoconto |
| 4  | 4 giugno     | Prefontaine Classic             | Hayward Field                  | Eugene      | Resoconto |
| 5  | 9 giugno     | Bislett Games                   | Bislett Stadion                | Oslo        | Resoconto |
| 6  | 11 giugno    | Adidas Grand Prix               | Icahn Stadium                  | New York    | Resoconto |
| 7  | 30 giugno    | Athletissima                    | Stade Olympique de la Pontaise | Losanna     | Resoconto |
| 8  | 8 luglio     | Meeting Areva                   | Stade de France                | Saint-Denis | Resoconto |
| 9  | 10 luglio    | British Grand Prix              | Alexander Stadium              | Birmingham  | Resoconto |
| 10 | 22 luglio    | Herculis                        | Stade Louis II                 | Monaco      | Resoconto |
| 11 | 29 luglio    | DN Galan                        | Olympiastadion                 | Stoccolma   | Resoconto |
| 12 | 5-6 agosto   | London Grand Prix               | Crystal Palace                 | Londra      | Resoconto |
| 13 | 8 settembre  | Weltklasse Zürich               | Stadio Letzigrund              | Zurigo      | Resoconto |
| 14 | 16 settembre | Memorial Van Damme              | Stadio Re Baldovino            | Bruxelles   | Resoconto |

## Programma gare
Come da formula della Diamond League, in ogni meeting si disputano tutte le gare in concorso per il jackpot di specialità, alcune in campo maschile e altre in campo femminile, con una regola di alternanza fra due meeting consecutivi. L'unica eccezione riguarda il meeting di Londra, che si svolge su due giorni e prevede un programma completo. Di seguito i vincitori delle diverse tappe.

### Uomini
| Corse     |            |                                 |                   |                         |                           |                        |                            |                                   |                     |                             |
| #         | Meeting    | 100 m                           | 200 m             | 400 m                   | 800 m                     | 1 500 m / Miglio       | 5 000 m / 3 000 m          | 110 m hs                          | 400 m hs            | 3 000 m siepi               |
| 1         | Doha       | –                               | Walter Dix 20.06  | –                       | Asbel Kiprop 1'44.74      | –                      | Yenew Alamirew 7'27.26     | –                                 | L.J. van Zyl 48.11  | –                           |
| 2         | Shanghai   | Asafa Powell 9.95 (+0.3 m/s)    | –                 | Calvin Smith Jr. 45.47  | –                         | Nixon Chepseba 3'31.42 | –                          | Liu Xiang 13.07 (+0.2 m/s)        | –                   | Brimin Kipruto 8'02.28      |
| 3         | Roma       | Usain Bolt 9.91 (+0.6 m/s)      | –                 | –                       | Khadevis Robinson 1'45.09 | –                      | Imane Merga 12'54.21       | –                                 | L.J. van Zyl 47.91  | -                           |
| 4         | Eugene     | –                               | Walter Dix 20.19  | Angelo Taylor 45.16     | –                         | Haron Keitany 3'49.09  | –                          | David Oliver 12.94 (+1.8 m/s)     | –                   | Ezekiel Kemboi 8'08.34      |
| 5         | Oslo       | –                               | Usain Bolt 19.86  | –                       | –                         | Asbel Kiprop 3'50.86   | –                          | Aries Merritt 13.12 (+0.1 m/s)    | –                   | Paul Kipsiele Koech 8'01.83 |
| 6         | New York   | Steve Mullings 10.26 (-3.4 m/s) | –                 | Jeremy Wariner 45.13    | Alfred Kirwa Yego 1'46.57 | –                      | Dejen Gebremeskel 13'05.22 | –                                 | Javier Culson 48.50 | –                           |
| 7         | Losanna    | Asafa Powell 9.78 (+1.0 m/s)    | –                 | –                       | David Rudisha 1'44.15     | –                      | Vincent Chepkok 12'59.13   | –                                 | David Greene 48.41  | –                           |
| 8         | Parigi     | –                               | Usain Bolt 20.03  | Chris Brown 44.94       | –                         | Amine Laalou 3'32.15   | –                          | Dayron Robles 13.09 (+1.3 m/s)    | –                   | Mahiedine Mekhissi 8'02.09  |
| 9         | Birmingham | Asafa Powell 9.91 (+0.4 m/s)    | –                 | –                       | Abubaker Kaki 1'44.54     | –                      | Mo Farah 13'06.14          | –                                 | David Greene 48.20  | –                           |
| 10        | Montecarlo | Usain Bolt 9.88 (+1.0 m/s)      | –                 | –                       | David Rudisha 1'42.61     | –                      | Mo Farah 12'53.11          | –                                 | Angelo Taylor 47.97 | Brimin Kipruto 7'53.64      |
| 11        | Stoccolma  | –                               | Usain Bolt 20.03  | Jermaine Gonzales 44.69 | –                         | Silas Kiplagat 3'33.94 | –                          | Jason Richardson 13.17 (-2.3 m/s) | –                   | Paul Kipsiele Koech 8'05.92 |
| 12        | Londra     | –                               | Walter Dix 20.16  | Kirani James 44.61      | –                         | Leonel Manzano 3'51.24 | –                          | Dayron Robles 13.04 (-0.6 m/s)    | –                   | –                           |
| 13        | Zurigo     | Yohan Blake 9.82 (0.0 m/s)      | –                 | Kirani James 44.36      | –                         | Nixon Chepseba 3'32.74 | –                          | Dayron Robles 13.01 (+0.1 m/s)    | –                   | Ezekiel Kemboi 8'07.72      |
| 14        | Bruxelles  | –                               | Yohan Blake 19.26 | –                       | David Rudisha 1'43.96     | –                      | Imane Merga 12'58.32       | –                                 | Javier Culson 48.32 | –                           |
|           |            |                                 |                   |                         |                           |                        |                            |                                   |                     |                             |
| Vincitore | Vincitore  | Asafa Powell                    | Walter Dix        | Kirani James            | David Rudisha             | Nixon Chepseba         | Imane Merga                | Dayron Robles                     | David Greene        | Paul Kipsiele Koech         |

| Concorsi  |            |                                      |                                |                                   |                                      |                            |                           |                             |  |  |
| #         | Meeting    | Alto                                 | Asta                           | Lungo                             | Triplo                               | Peso                       | Disco                     | Giavellotto                 |  |  |
| 1         | Doha       | Jesse Williams 2.33 m                | Malte Mohr 5.81 m              | –                                 | Teddy Tamgho 17.49 m (+1.0 m/s)      | Dylan Armstrong 21.38 m    | Gerd Kanter 67.49 m       | Petr Frydrych 85.32 m       |  |  |
| 2         | Shanghai   | –                                    | –                              | Mitchell Watt 8.44 m (+0.8 m/s)   | –                                    | –                          | –                         | Tero Pitkämäki 85.33 m      |  |  |
| 3         | Roma       | –                                    | Renaud Lavillenie 5.82 m       | –                                 | Phillips Idowu 17.59 m (-0.6 m/s)    | Dylan Armstrong 21.60 m    | –                         | –                           |  |  |
| 4         | Eugene     | Raúl Spank 2.32 m                    | –                              | Greg Rutherford 8.32 m (+2.1 m/s) | –                                    | –                          | Robert Harting 68.40 m    | –                           |  |  |
| 5         | Oslo       | Kyriakos Iōannou 2.28 m              | –                              | Godfrey Mokoena 8.08 m (+1.1 m/s) | –                                    | –                          | Gerd Kanter 65.14 m       | Matthias De Zordo 83.94 m   |  |  |
| 6         | New York   | –                                    | Romain Mesnil 5.52 m           | –                                 | Phillips Idowu 16.67 m (-1.9 m/s)    | –                          | –                         | -                           |  |  |
| 7         | Losanna    | –                                    | Renaud Lavillenie 5.83 m       | –                                 | Teddy Tamgho 17.91 m (+1.4 m/s)      | Christian Cantwell 21.83 m | –                         | Andreas Thorkildsen 88.19 m |  |  |
| 8         | Parigi     | Jaroslav Bába Aleksey Dmitrik 2.32 m | Renaud Lavillenie 5.73 m       | Irving Saladino 8.40 m (+0.2 m/s) | –                                    | –                          | Robert Harting 67.32 m    | –                           |  |  |
| 9         | Birmingham | –                                    | –                              | –                                 | Phillips Idowu 17.54 m (-0.2 m/s)    | Dylan Armstrong 21.55 m    | –                         | Andreas Thorkildsen 88.30 m |  |  |
| 10        | Montecarlo | –                                    | Renaud Lavillenie 5.90 m       | –                                 | Phillips Idowu 17.36 m (-0.6 m/s)    | Reese Hoffa 21.25 m        | –                         | –                           |  |  |
| 11        | Stoccolma  | Ivan Ukhov 2.34 m                    | –                              | Mitchell Watt 8.54 m (+1.7 m/s)   | –                                    | –                          | Virgilijus Alekna 65.05 m | Andreas Thorkildsen 88.43 m |  |  |
| 12        | Londra     | Andrey Silnov 2.36 m                 | –                              | Mitchell Watt 8.45 m (+1.4 m/s)   | –                                    | –                          | Virgilijus Alekna 66.71 m | –                           |  |  |
| 13        | Zurigo     | Dimitrios Chondrokoukis 2.32 m       | –                              | Ngoni Makusha 8.00 m (0.0 m/s)    | –                                    | Dylan Armstrong 21.63 m    | Robert Harting 67.02 m    | –                           |  |  |
| 14        | Bruxelles  | –                                    | Konstantinos Filippidis 5.72 m | –                                 | Benjamin Compaoré 17.31 m (-0.6 m/s) | Reese Hoffa 22.09 m        | –                         | Matthias De Zordo 88.36 m   |  |  |
|           |            |                                      |                                |                                   |                                      |                            |                           |                             |  |  |
| Vincitore | Vincitore  | Jesse Williams                       | Renaud Lavillenie              | Mitchell Watt                     | Phillips Idowu                       | Dylan Armstrong            | Virgilijus Alekna         | Matthias De Zordo           |  |  |

     Prestazione che stabilisce il nuovo record del meeting

### Donne
| Corse     |            |                                     |                        |                       |                          |                            |                           |                                      |                       |                              |
| #         | Meeting    | 100 m                               | 200 m                  | 400 m                 | 800 m                    | 1 500 m                    | 5 000 m / 3 000 m         | 100 m hs                             | 400 m hs              | 3 000 m siepi                |
| 1         | Doha       | –                                   | Lashauntea Moore 22.83 | Allyson Felix 50.33   | –                        | Hanna Miščenko 4'03.00     | –                         | Kellie Wells 12.58 (+1.3 m/s)        | –                     | Milcah Chemos Cheywa 9'16.44 |
| 2         | Shanghai   | Veronica Campbell 10.92 (+1.2 m/s)  | –                      | –                     | Jennifer Meadows 2'00.54 | –                          | Vivian Cheruiyot 14'31.92 | –                                    | Kaliese Spencer 54.20 | –                            |
| 3         | Roma       | –                                   | Bianca Knight 22.64    | Allyson Felix 49.81   | –                        | Maryam Yusuf Jamal 4'01.60 | –                         | Dawn Harper 12.70 (+1.1 m/s)         | –                     | Milcah Chemos Cheywa 9'12.89 |
| 4         | Eugene     | Carmelita Jeter 10.70 (+2.0 m/s)    | –                      | –                     | Kenia Sinclair 1'58.29   | –                          | Vivian Cheruiyot 14'33.96 | –                                    | Lashinda Demus 53.31  | –                            |
| 5         | Oslo       | Ivet Lalova 11.01 (+2.2 m/s)        | –                      | Amantle Montsho 50.10 | Halima Hachlaf 1'58.27   | –                          | Meseret Defar 14'37.32    | –                                    | Zuzana Hejnová 54.38  | –                            |
| 6         | New York   | –                                   | Allyson Felix 22.92    | –                     | –                        | Kenia Sinclair 4'08.06     | –                         | Danielle Carruthers 13.04 (-3.7 m/s) | –                     | Milcah Chemos Cheywa 9'27.29 |
| 7         | Losanna    | –                                   | Mariya Ryemyen 22.85   | Amantle Montsho 50.23 | –                        | Morgan Uceny 4'05.52       | –                         | Sally Pearson 12.47 (+3.3 m/s)       | –                     | Milcah Chemos Cheywa 9'19.87 |
| 8         | Parigi     | Kelly-Ann Baptiste 10.91 (+0.6 m/s) | –                      | –                     | Caster Semenya 2'00.18   | –                          | Meseret Defar 14'29.52    | –                                    | Zuzana Hejnová 53.29  | –                            |
| 9         | Birmingham | –                                   | Bianca Knight 22.59    | Amantle Montsho 50.20 | –                        | Morgan Uceny 4'05.64       | –                         | Sally Pearson 12.48 (+0.7 m/s)       | –                     | Sofia Assefa 9'25.87         |
| 10        | Montecarlo | –                                   | Carmelita Jeter 22.20  | Amantle Montsho 49.71 | –                        | Maryam Yusuf Jamal 4'00.59 | –                         | Sally Pearson 12.51 (+0.9 m/s)       | –                     | –                            |
| 11        | Stoccolma  | Carmelita Jeter 11.15 (-2.4 m/s)    | –                      | –                     | Kenia Sinclair 1'58.21   | –                          | Vivian Cheruiyot 14'20.87 | –                                    | Kaliese Spencer 53.74 | –                            |
| 12        | Londra     | Carmelita Jeter 10.93 (-0.4 m/s)    | –                      | –                     | Jennifer Meadows 1'58.60 | –                          | Lauren Fleshman 15'00.57  | –                                    | Kaliese Spencer 52.79 | Milcah Chemos Cheywa 9'22.80 |
| 13        | Zurigo     | –                                   | Carmelita Jeter 22.27  | –                     | Mariya Savinova 1'58.27  | –                          | Vivian Cheruiyot 14'30.10 | –                                    | Kaliese Spencer 53.36 | –                            |
| 14        | Bruxelles  | Carmelita Jeter 10.78 (+0.4 m/s)    | –                      | Amantle Montsho 50.16 | –                        | Morgan Uceny 4'00.06       | –                         | Danielle Carruthers 12.65 (+0.4 m/s) | –                     | Yuliya Zaripova 9'15.43      |
|           |            |                                     |                        |                       |                          |                            |                           |                                      |                       |                              |
| Vincitore | Vincitore  | Carmelita Jeter                     | Carmelita Jeter        | Amantle Montsho       | Jennifer Meadows         | Morgan Uceny               | Vivian Cheruiyot          | Danielle Carruthers                  | Kaliese Spencer       | Milcah Chemos Cheywa         |

| Concorsi  |            |                        |                          |                                  |                                     |                            |                           |                             |  |  |
| #         | Meeting    | Alto                   | Asta                     | Lungo                            | Triplo                              | Peso                       | Disco                     | Giavellotto                 |  |  |
| 1         | Doha       | –                      | –                        | Funmi Jimoh 6.88 m (+1.6 m/s)    | –                                   | –                          | –                         | –                           |  |  |
| 2         | Shanghai   | Blanka Vlašić 1.94 m   | Silke Spiegelburg 4.55 m | –                                | Yargelis Savigne 14.68 m (+0.5 m/s) | Lijiao Gong 19.94 m        | Yanfeng Li 62.73 m        | –                           |  |  |
| 3         | Roma       | Blanka Vlašić 1.95 m   | –                        | Brittney Reese 6.94 m (-0.4 m/s) | –                                   | –                          | Yarelis Barrios 64.18 m   | Mariya Abakumova 65.40 m    |  |  |
| 4         | Eugene     | –                      | Anna Rogowska 4.68 m     | –                                | Olha Saladukha 14.98 m (+0.6 m/s)   | Nadezhda Ostapchuk 20.59 m | –                         | Christina Obergföll 65.48 m |  |  |
| 5         | Oslo       | –                      | Fabiana Murer 4.60 m     | –                                | Yargelis Savigne 14.71 m (-0.7 m/s) | Valerie Adams 20.26 m      | –                         | –                           |  |  |
| 6         | New York   | Emma Green 1.94 m      | –                        | Funmi Jimoh 6.48 m (-0.9 m/s)    | –                                   | –                          | Stephanie Trafton 62.94 m | Christina Obergföll 64.43 m |  |  |
| 7         | Losanna    | Anna Chicherova 1.95 m | –                        | Brittney Reese 6.85 m (+0.1 m/s) | –                                   | –                          | Yarelis Barrios 64.29 m   | –                           |  |  |
| 8         | Parigi     | –                      | –                        | –                                | Yargelis Savigne 14.99 m (-0.1 m/s) | Valerie Adams 20.78 m      | –                         | Christina Obergföll 68.01 m |  |  |
| 9         | Birmingham | Blanka Vlašić 1.99 m   | Silke Spiegelburg 4.66 m | Janay DeLoach 6.78 m (+0.6 m/s)  | –                                   | –                          | Nadine Müller 65.75 m     | –                           |  |  |
| 10        | Montecarlo | Blanka Vlašić 1.97 m   | –                        | Brittney Reese 6.82 m (+0.4 m/s) | –                                   | –                          | Nadine Müller 65.90 m     | Barbora Špotáková 69.45 m   |  |  |
| 11        | Stoccolma  | –                      | Yelena Isinbaeva 4.76 m  | –                                | Olha Saladukha 15.06 m (+2.3 m/s)   | Valerie Adams 20.57 m      | –                         | –                           |  |  |
| 12        | Londra     | –                      | Jennifer Suhr 4.79 m     | –                                | Olha Saladukha 14.80 m (+0.8 m/s)   | Valerie Adams 20.07 m      | –                         | Christina Obergföll 66.74 m |  |  |
| 13        | Zurigo     | –                      | Jennifer Suhr 4.72 m     | Brittney Reese 6.72 m (+0.3 m/s) | –                                   | Valerie Adams 20.51 m      | –                         | Christina Obergföll 69.57 m |  |  |
| 14        | Bruxelles  | Anna Chicherova 2.05 m | –                        | –                                | Olha Saladukha 14.67 m (+0.4 m/s)   | –                          | Yanfeng Li 66.27 m        | –                           |  |  |
|           |            |                        |                          |                                  |                                     |                            |                           |                             |  |  |
| Vincitore | Vincitore  | Blanka Vlašić          | Silke Spiegelburg        | Brittney Reese                   | Olha Saladukha                      | Valerie Adams              | Yarelis Barrios           | Christina Obergföll         |  |  |

     Prestazione che stabilisce il nuovo record del meeting

## Risultati
Il vincitore di ogni singola specialità conquista un premio consistente in un diamante di quattro carati, del valore approssimativo di 80.000 dollari.

### Maschili
| Specialità                        |                     | Punti | 2º classificato     | Punti | 3º classificato         | Punti |
| Corse piane                       |                     |       |                     |       |                         |       |
| 100 m (dettagli)                  | Asafa Powell        | 18    | Yohan Blake         | 8     | Nesta Carter            | 4     |
| 200 m (dettagli)                  | Walter Dix          | 16    | Yohan Blake         | 8     | Jaysuma Saidy Ndure     | 5     |
| 400 m (dettagli)                  | Kirani James        | 12    | Jermaine Gonzales   | 11    | Chris Brown             | 6     |
| 800 m (dettagli)                  | David Rudisha       | 16    | Asbel Kiprop        | 8     | Alfred Kirwa Yego       | 5     |
| 1500 m (dettagli)                 | Nixon Chepseba      | 12    | Asbel Kiprop        | 11    | Silas Kiplagat          | 10    |
| 5000 m (dettagli)                 | Imane Merga         | 15    | Vincent Chepkok     | 7     | Dejen Gebremeskel       | 4     |
| Corse a ostacoli                  |                     |       |                     |       |                         |       |
| 110 m hs (dettagli)               | Dayron Robles       | 16    | David Oliver        | 13    | Jason Richardson        | 10    |
| 400 m hs (dettagli)               | David Greene        | 16    | Javier Culson       | 15    | Cornel Fredericks       | 4     |
| 3000 m siepi (dettagli)           | Paul Kipsiele Koech | 17    | Ezekiel Kemboi      | 16    | Benjamin Kiplagat       | 5     |
| Salti                             |                     |       |                     |       |                         |       |
| Salto in alto (dettagli)          | Jesse Williams      | 9     | Andrey Silnov       | 9     | Dimitrios Chondrokoukis | 8     |
| Salto con l'asta (dettagli)       | Renaud Lavillenie   | 20    | Malte Mohr          | 12    | Konstantinos Filippidis | 10    |
| Salto in lungo (dettagli)         | Mitchell Watt       | 12    | Ngonidzashe Makusha | 8     | Aleksandr Men'kov       | 4     |
| Salto triplo (dettagli)           | Phillips Idowu      | 18    | Alexis Copello      | 9     | Benjamin Compaoré       | 8     |
| Lanci                             |                     |       |                     |       |                         |       |
| Getto del peso (dettagli)         | Dylan Armstrong     | 17    | Reese Hoffa         | 16    | Christian Cantwell      | 11    |
| Lancio del disco (dettagli)       | Virgilijus Alekna   | 17    | Robert Harting      | 16    | Gerd Kanter             | 9     |
| Lancio del giavellotto (dettagli) | Matthias De Zordo   | 17    | Andreas Thorkildsen | 14    | Vadims Vasilevskis      | 4     |

### Femminili
| Specialità                        |                      | Punti | 2º classificato         | Punti | 3º classificato           | Punti |
| Corse piane                       |                      |       |                         |       |                           |       |
| 100 m (dettagli)                  | Carmelita Jeter      | 22    | Veronica Campbell-Brown | 10    | Kelly-Ann Baptiste        | 8     |
| 200 m (dettagli)                  | Carmelita Jeter      | 13    | Bianca Knight           | 10    | Allyson Felix             | 10    |
| 400 m (dettagli)                  | Amantle Montsho      | 28    | Novlene Williams-Mills  | 7     | Tatyana Firova            | 2     |
| 800 m (dettagli)                  | Jennifer Meadows     | 11    | Kenia Sinclair          | 10    | Mariya Savinova           | 10    |
| 1500 m (dettagli)                 | Morgan Uceny         | 19    | Maryam Yusuf Jamal      | 11    | Hanna Miščenko            | 6     |
| 5000 m (dettagli)                 | Vivian Cheruiyot     | 20    | Sally Kipyego           | 6     | Sentayehu Ejigu           | 6     |
| Corse a ostacoli                  |                      |       |                         |       |                           |       |
| 100 m hs (dettagli)               | Danielle Carruthers  | 19    | Sally Pearson           | 12    | Kellie Wells              | 12    |
| 400 m hs (dettagli)               | Kaliese Spencer      | 24    | Melaine Walker          | 10    | Zuzana Hejnová            | 8     |
| 3000 m siepi (dettagli)           | Milcah Chemos Cheywa | 20    | Sofia Assefa            | 10    | Yuliya Zaripova           | 8     |
| Salti                             |                      |       |                         |       |                           |       |
| Salto in alto (dettagli)          | Blanka Vlašić        | 18    | Anna Chicherova         | 14    | Yelena Slesarenko         | 4     |
| Salto con l'asta (dettagli)       | Silke Spiegelburg    | 14    | Jennifer Suhr           | 13    | Fabiana Murer             | 10    |
| Salto in lungo (dettagli)         | Brittney Reese       | 23    | Funmi Jimoh             | 10    | Janay DeLoach             | 6     |
| Salto triplo (dettagli)           | Olha Saladukha       | 24    | Olga Rypakova           | 6     | Mabel Gay                 | 5     |
| Lanci                             |                      |       |                         |       |                           |       |
| Getto del peso (dettagli)         | Valerie Adams        | 24    | Nadezhda Ostapchuk      | 16    | Jillian Camarena-Williams | 8     |
| Lancio del disco (dettagli)       | Yarelis Barrios      | 14    | Yanfeng Li              | 13    | Nadine Müller             | 11    |
| Lancio del giavellotto (dettagli) | Christina Obergföll  | 28    | Barbora Špotáková       | 10    | Mariya Abakumova          | 9     |